# Palácio de Ferro
Der Palácio de Ferro (deutsch: Eisenpalast) ist ein historisches Gebäude im Zentrum von Luanda, das von Gustave Eiffel gebaut und nach Angola verschifft wurde. 

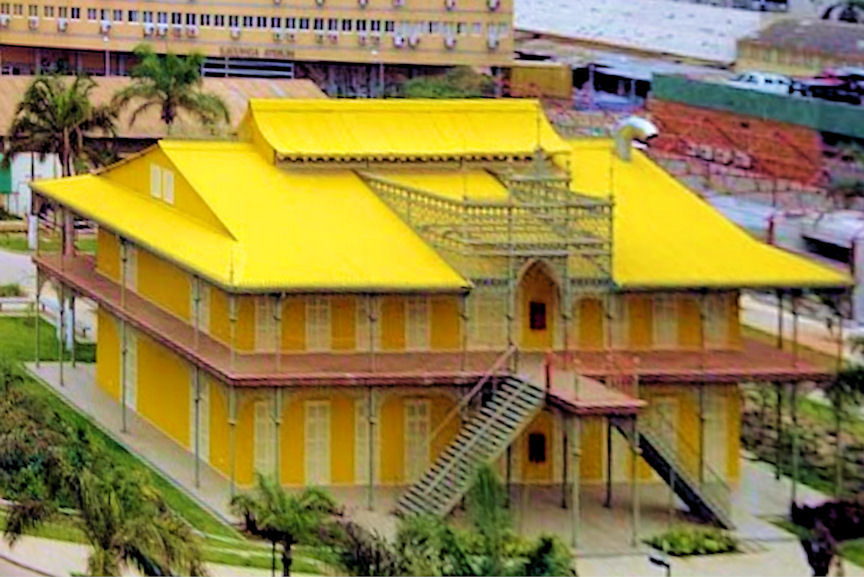
Palácio de Ferro

## Geschichte
Der Eisenpalast wurde von der französischen Botschaft in Luanda als Werk von Gustave Eiffel, dem Erbauer des Eiffelturms und der Freiheitsstatue von New York, klassifiziert. Es wird vermutet, dass er in den 1880/1890er Jahren für eine Ausstellung in Paris gebaut und danach nach Luanda verschifft wurde. Da es keine Aufzeichnungen seines Ursprungs gibt, bleibt die genaue Herkunft ungewiss. Es gibt Hinweise, dass er auf dem Weg nach Madagaskar war, das Schiff jedoch wegen heftiger Stürme Luanda anlaufen musste. Er wurde um 1900 von der Companhia Comercial de Angola in Luanda ersteigert. Während der Kolonialzeit wurde der Palast als Kunstzentrum genutzt, nach der Unabhängigkeit Angolas und während des Bürgerkriegs verfiel er und wurde von Obdachlosen bewohnt. Im Jahr 2009 wurde mit seiner Restaurierung begonnen, die von dem Diamantenunternehmen Endiama finanziert und dem brasilianischen Unternehmen Odebrecht durchgeführt wurde. Es wurden dabei weitestmöglich die Originalteile erhalten, da das Gebäude als Nationales Kulturerbe klassifiziert ist. Es war zunächst geplant, es in ein Diamantenmuseum umzuwandeln. In einem Radius von 10 Metern um das Gebäude wurde 2015 per Dekret eine spezielle Schutzzone geschaffen. Am 16. Januar 2016 wurde es vom Gouverneur der Provinz Luanda, Francisco Higino Carneiro, offiziell wiedereröffnet. Im September 2019 gab die Kulturministerin Maria da Piedade de Jesus bekannt, dass die Immobilie einer größeren Öffentlichkeit zugänglich gemacht und in ein Kulturzentrum umgewandelt werden soll.

## Beschreibung
Der Palast verfügt über zwei Etagen. Im Erdgeschoss gibt es drei Ausstellungsräume, das obere Stockwerk ist von einer Veranda mit einer Originaldekoration aus metallenem Filigran umgeben. Die Wände und das vorragende, flache und durch verzierte Eisenpfeiler gestützte Fußwalmdach wurden einheitlich gelb gestrichen. An der Vorderseite führen seitlich des Haupteingangs zwei eiserne Treppen auf den zentralen Balkon, der mit der Veranda verbunden ist. 